# アナトリイ・チハイ
アナトリイ・チハイ（英:Anatoly Tikhai、1838年12月5日 - 1893年12月10日）は、正教会の掌院である。本名アレクサンドル・ディミトリヴィチ・チハイ。
1838年に当時ロシア帝国であったベッサラビアのホテイナに長男として生まれる。1871年キエフ神学大学を卒業する。1871年12月7日にニコライ・カサートキンの補佐として函館に行く。1872年1月、ニコライが上京すると、函館教会の牧会をする。1874年に三井道郎に洗礼を授ける。
1880年にロシア公使館付司祭として、東京に行く。駿河台の正教会内に住んで、伝道学校の教授になる。
1880年11月ロシアに一時帰国する際に、後のイコン画家山下りんが同行する。1881年11月30日に東京本会（現在のニコライ堂）へ帰任する。1882年大阪教会を管轄し、大阪にも伝道学校を設立する。1884年、大阪伝道学校の東京の伝道学校と合併したので、東京へ戻る。1890年4月30日ロシア本国へ帰国し、1893年サンクトペテルブルクで死去する。